# Putsch de Argel de 1961
El intento de golpe de Estado de los generales en Argel (en francés: Putsch des Généraux o Putsch d'Alger) fue un putsch que ocurrió entre el 21 y el 26 de abril de 1961.
Un grupo de militares de carrera de las Fuerzas Armadas de Francia estacionadas en Argelia, liderado por cuatro generales (Maurice Challe, Edmond Jouhaud, Raoul Salan y André Zeller), inició esta acción como oposición a la política del general de Gaulle y del gobierno de Michel Debré, que consideraban una política de abandono de la Argelia francesa en los momentos finales de la guerra de Independencia de Argelia.